# Touch (album d'Eurythmics)
Pour les articles homonymes, voir Touch.
Albums de Eurythmics
Sweet Dreams (Are Made of This)
(1983) Touch Dance
(1984)
Singles
1. Who's That Girl?
Sortie : Juin 1983
2. Right by Your Side
Sortie : Octobre 1983
3. Here Comes the Rain Again
Sortie : Janvier 1984

Touch est le troisième album studio d'Eurythmics, sorti le 14 novembre 1983.
L'album s'est classé 1er au UK Albums Chart, 7e au Billboard 200 et 35e au Top R&B/Hip-Hop Albums.
Le magazine Rolling Stone l'a classé à la 492e place de ses « 500 plus grands albums de tous les temps » et Slant Magazine à la 47e place des « 100 meilleurs albums des années 80 ».

## Liste des titres
Toutes les chansons sont écrites et composées par Annie Lennox et Dave Stewart, à l'exception de Fame écrite par David Bowie, Carlos Alomar et John Lennon et ABC (Freeform) par Dave Stewart, Timothy Wheater et Nadine Masseron.
| No | Titre                                        | Durée |
| -- | -------------------------------------------- | ----- |
| 1. | Here Comes the Rain Again                    | 4:54  |
| 2. | Regrets                                      | 4:43  |
| 3. | Right By Your Side                           | 4:05  |
| 4. | Cool Blue                                    | 4:48  |
| 5. | Who's That Girl?                             | 4:46  |
| 6. | The First Cut                                | 4:44  |
| 7. | Aqua                                         | 4:36  |
| 8. | No Fear, No Hate, No Pain (No Broken Hearts) | 5:24  |
| 9. | Paint a Rumour                               | 7:30  |

| 10. | You Take Some Lentils and You Take Some Rice | 3:01 |
| 11. | ABC (Freeform)                               | 2:36 |
| 12. | Plus Something Else                          | 5:20 |
| 13. | Paint a Rumour (Long Version)                | 7:57 |
| 14. | Who's That Girl? (Live)                      | 3:28 |
| 15. | Here Comes the Rain Again (Live)             | 3:07 |
| 16. | Fame                                         | 2:39 |

## Personnel
- Annie Lennox : voix, claviers, percussions, flûte
- Dave Stewart : voix, dulcimer, guitare, basse, claviers, xylophone

### Musiciens additionnels
- Dick Cuthell : trompette, cornet à pistons, bugle
- Martin Dobson : saxophone baryton
- Dean Garcia : basse
- Michael Kamen : chef d'orchestre
- British Philharmonic : cordes

## Certifications
| Pays        | Association | Certification | Ventes      |
| ----------- | ----------- | ------------- | ----------- |
| Allemagne   | BVMI        | Or            | 250 000 +   |
| Royaume-Uni | BPI         | Platine       | 300 000+    |
| États-Unis  | RIAA        | Platine       | 1 000 000 + |